# Халыя
Халыя́ или Халы́я (в верховьях — Винто-Халыя) — река в Якутии (Россия), левый приток Тыры, принадлежит к бассейну реки Лены. Протекает по территории Усть-Майского района Якутии. Длина — 185 км, площадь водосборного бассейна составляет 4380 км².
Стекает под названием Винто-Халыя с западных склонов хребта Сунтар-Хаята, почти на границе с Охотским районом Хабаровского края, на высоте более 1504 метра над уровнем моря. От истока течёт преимущественно в юго-западном направлении. После впадения реки Эмкырчан справа название меняется на Халыя. В среднем течении преобладает западное направление. Протекает в широкой межгорной долине. Течение бурное, для русла характерны многочисленные наледи, шиверы и осерёдки. Пересекает Скалистый хребет. Перед устьем направление меняется на северо-западное. Впадает в Тыры слева в 152 км от её впадения в Алдан, в центральной части хребта Сетте-Дабан, ниже впадения Долгучана, на высоте менее 448 м над уровнем моря. Ширина в нижнем течении — 50 м при глубине 1 м; скорость течения в низовьях — 1,2 м/с. Населённых пунктов на реке нет. Замерзает с октября до середины мая.

## Основные притоки
Указаны поименованные притоки длиной 30 км и более.
| Название | Расстояние от устья | Длина | Положение |
| -------- | ------------------- | ----- | --------- |
| Хербак   | 122                 | 34    | левый     |
| Эмнырчан | 140                 | 34    | правый    |

## Данные водного реестра
По данным государственного водного реестра России и геоинформационной системы водохозяйственного районирования территории РФ, подготовленной Федеральным агентством водных ресурсов:
- Бассейновый округ — Ленский
- Речной бассейн — Лена
- Речной подбассейн — Алдан
- Водохозяйственный участок — Алдан от впадения реки Мая до впадения реки Амга
- Код водного объекта — 18030600712117300044514